# Odo, Vizconde de Porhoet
Odón II, conde de Porhoet (fallecido después de 1180) era hijo de Geoffroy, vizconde de Porhoët, y su esposa Hawise (posiblemente Fergant). Se convirtió en duque de Bretaña en 1148, jure uxoris, al contraer matrimonio con Berta, duquesa de Bretaña.
A la muerte de su esposa, Odón II denegó la herencia del ducado a Conan, hijo del primer matrimonio de Berta. Conan era hijo de Berta y Alain 'el Negro' de Penthièvre, señor de Richmond (Alan, I conde de Richmond ).  Odón II se alió con su cuñado, Hoèl, conde de Nantes pero fue finalmente depuesto por Conan IV en 1156,  y hecho prisionero por el aliado de Conan IV, Raoul de Fougères .
Tras ser liberado, se casó en segundas nupcias, en 1167, con una hija de Guihomar IV, vizconde de León, y su esposa Nobilis, a veces identificada como Leonor o Juana por autores posteriores 

## Descendencia
Odón II tuvo dos hijos con Berta:
- Geoffrey de Porhoët
- Adelaida (o Alix) de Porhoët (m. 1220), enviada como rehén a la corte de Enrique II de Inglaterra donde pudo haberse convertido en su amante, aunque no hay confirmación. Posteriormente se convirtió en abadesa de Fontevrault . [5] [6]

Odón y su segunda esposa tuvieron tres o cuatro hijos:
- Odón III de Porhoët (fallecido en 1231). Casado, pero no se conoce el nombre de su esposa.
- Harvey o Enrique de Porhoët
- Leonor de Porhoët, esposa de Conan de Penthièvre, de La Roche-Derrien, hijo de Enrique de Penthièvre, conde de Tréguier y Guingamp, y Mathilde de Vendôme.
- Tal vez Alicia de Porhoët, que se casó con un miembro de la familia Mauvoisin [7]